# Claudius Ælius Pollio
Claudius Ælius Pollio (fl. 218-222) est un centurion et haut-fonctionnaire romain. 

## Éléments biographiques
En 218, selon Dion Cassius, il arrête Diaduménien à Zeugma, durant la révolte du jeune Héliogabale contre l'empereur Macrin, son père. Cet acte accélère sa carrière de centurion : Pollio est fait sénateur et reçoit le poste de gouverneur de la Bithynie et Pont, de 219 à 221. Par la suite, Pollio est fait légat de Germanie supérieure en 221-222. Cette nomination par Héliogabale d'un homo novus, d'esclaves et d'affranchis à des charges aussi importantes mécontente l'aristocratie romaine.